# Soiuz TMA-16M
Soiuz TMA-16M a fost o misiune spațială din anul 2015 ce a transportat trei astronauți către Stația Spațială Internațională. A transportat cei trei membri ai expeditiei 43/44: Scott Kelly (Astronaut NASA), Gennady Padalka (Astronaut RSA), Mikhail Korniyenko (Astronaut RSA). Vehiculul va pleca din Stația Spațială Internațională cu alți astronauți în octombrie 2015.